# Thunbergia battiscombei
Thunbergia battiscombei är en akantusväxtart som beskrevs av William Bertram Turrill. Thunbergia battiscombei ingår i släktet thunbergior, och familjen akantusväxter. Inga underarter finns listade i Catalogue of Life.

## Bildgalleri

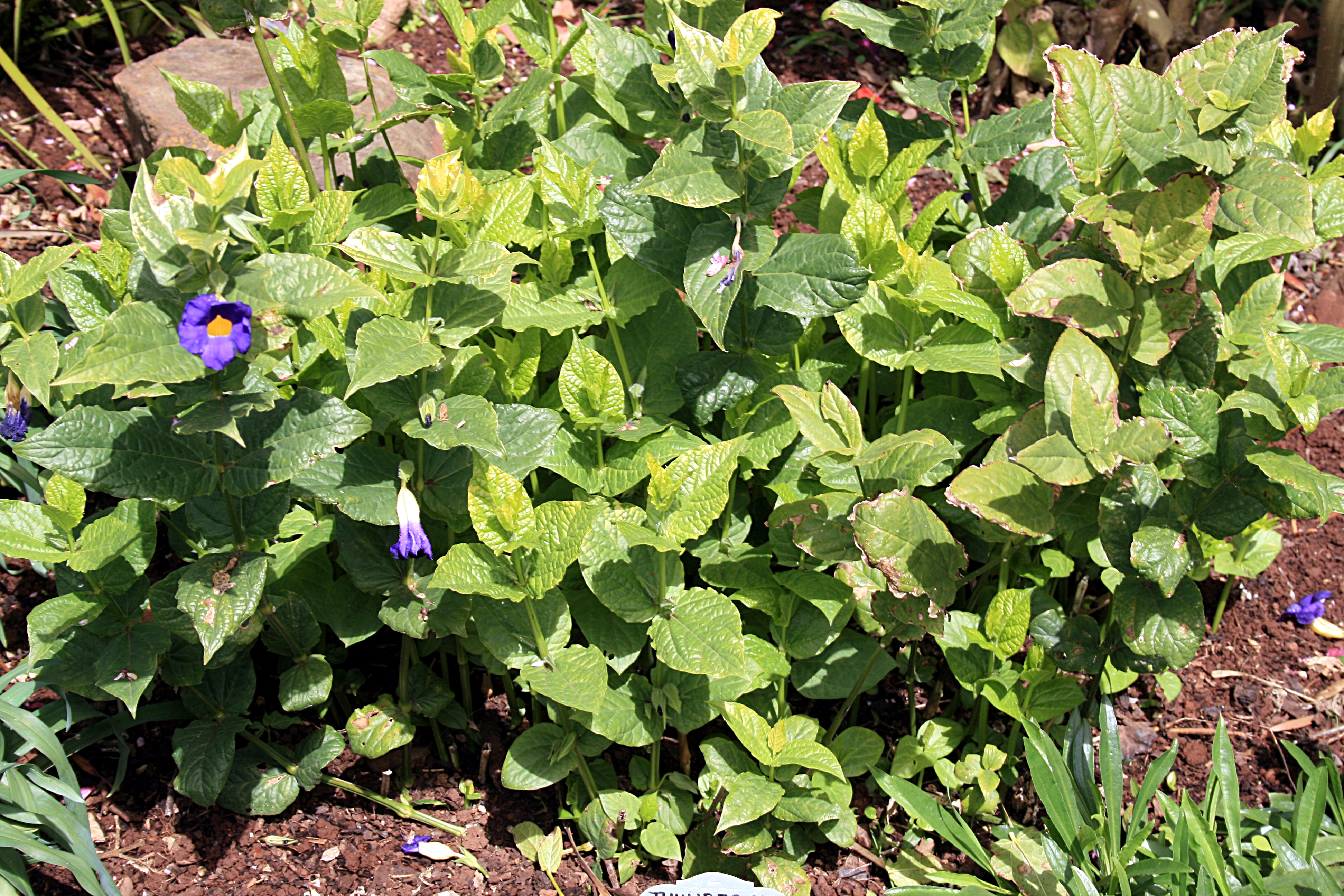
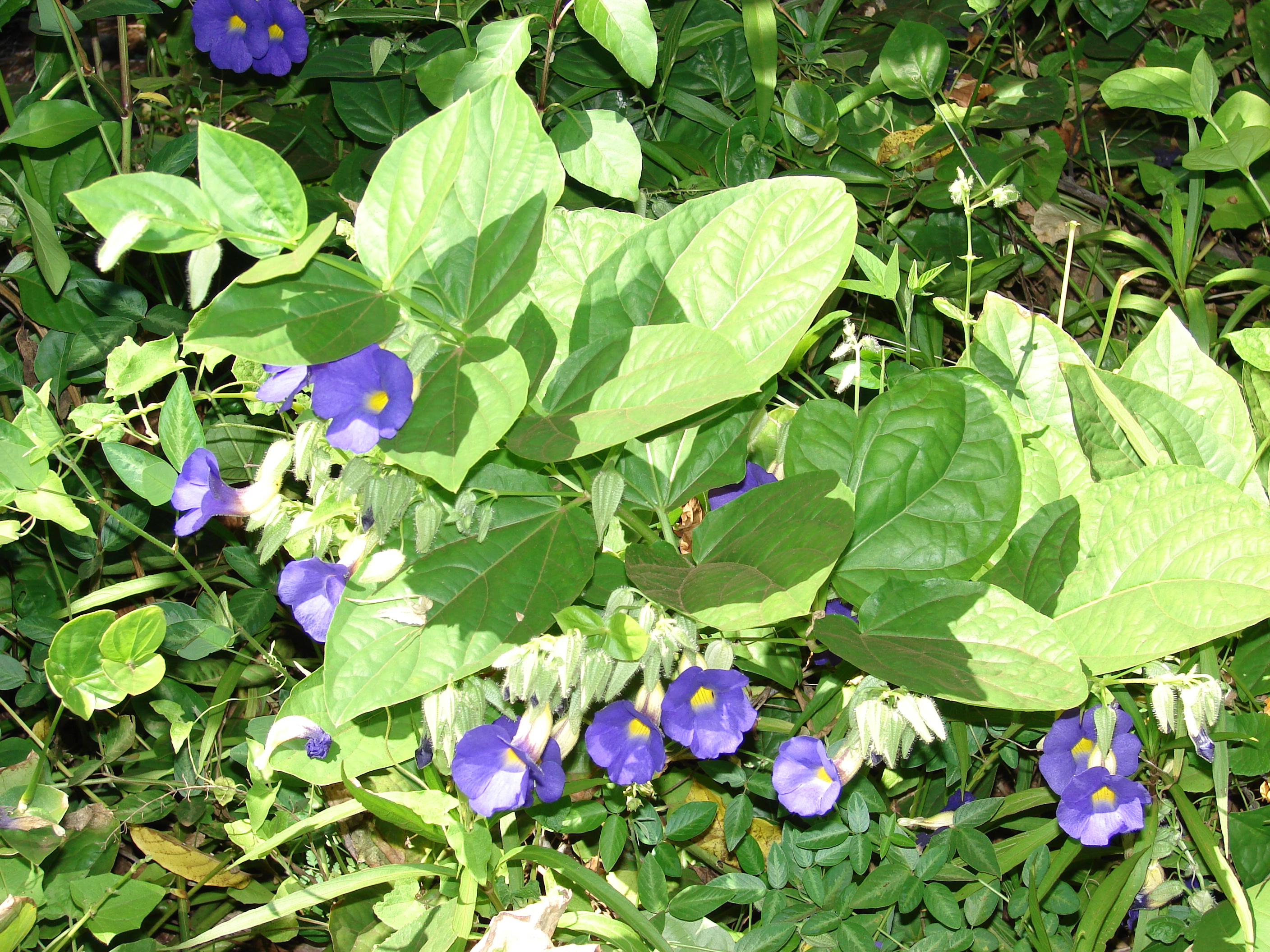
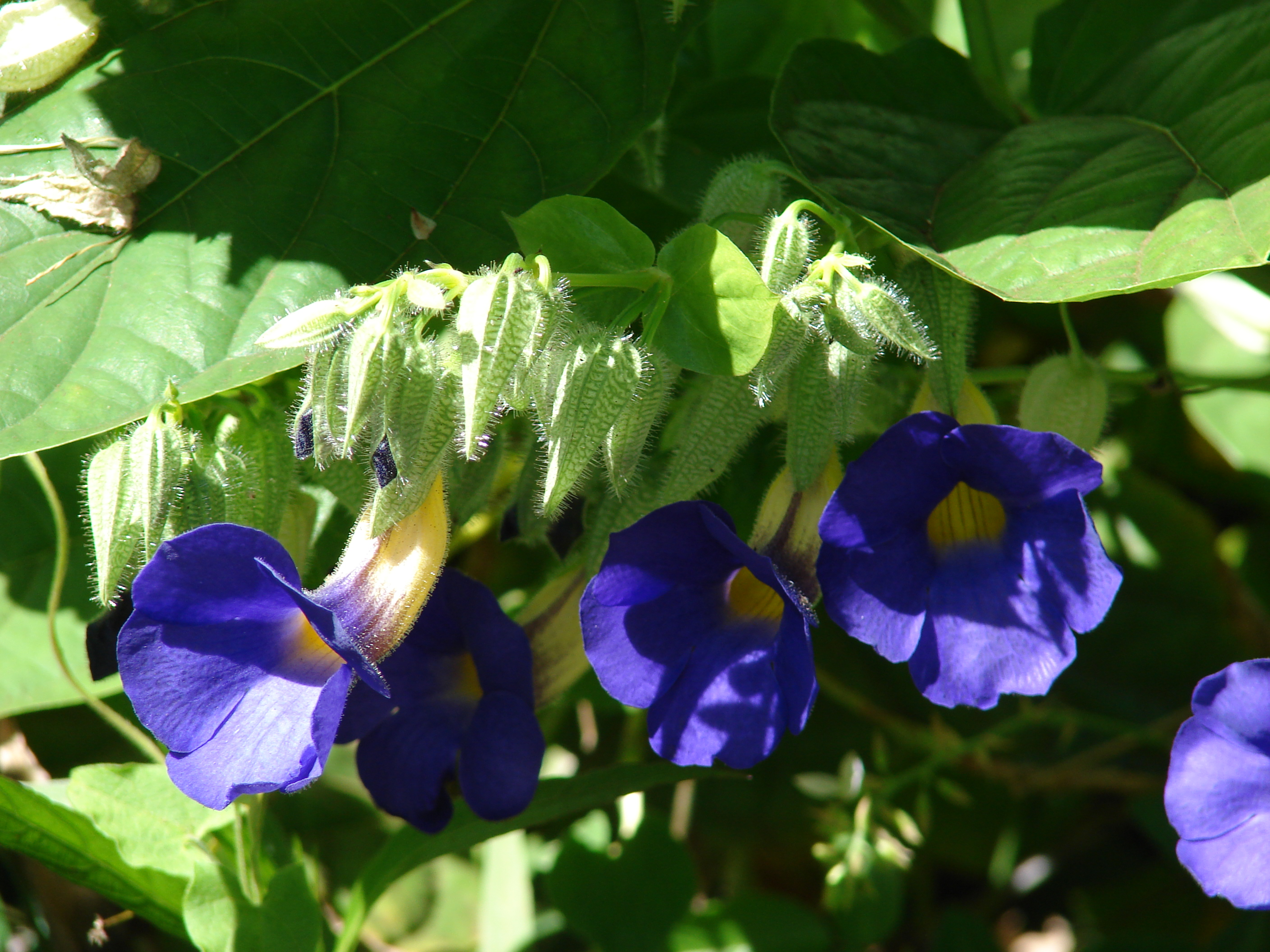
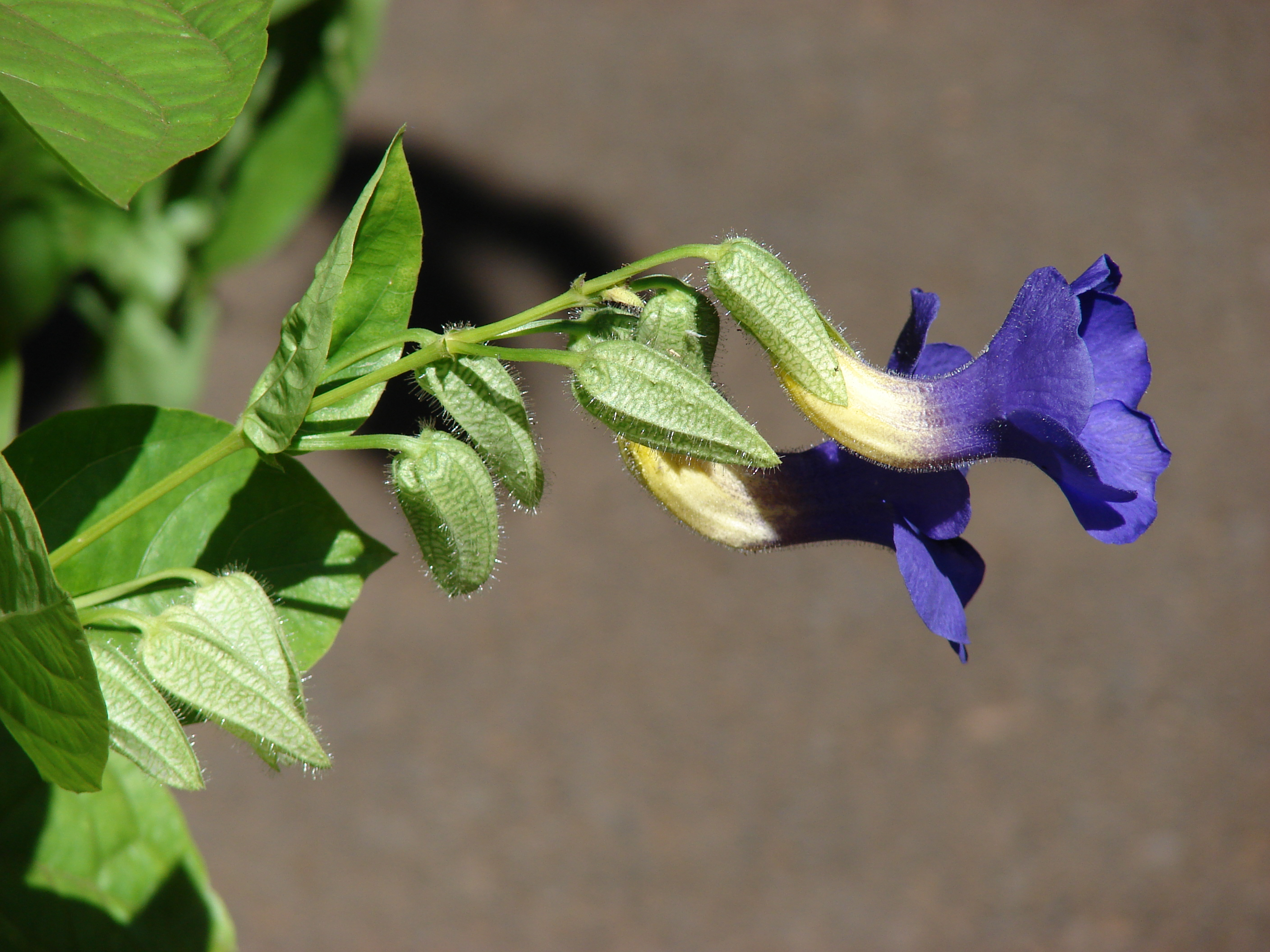
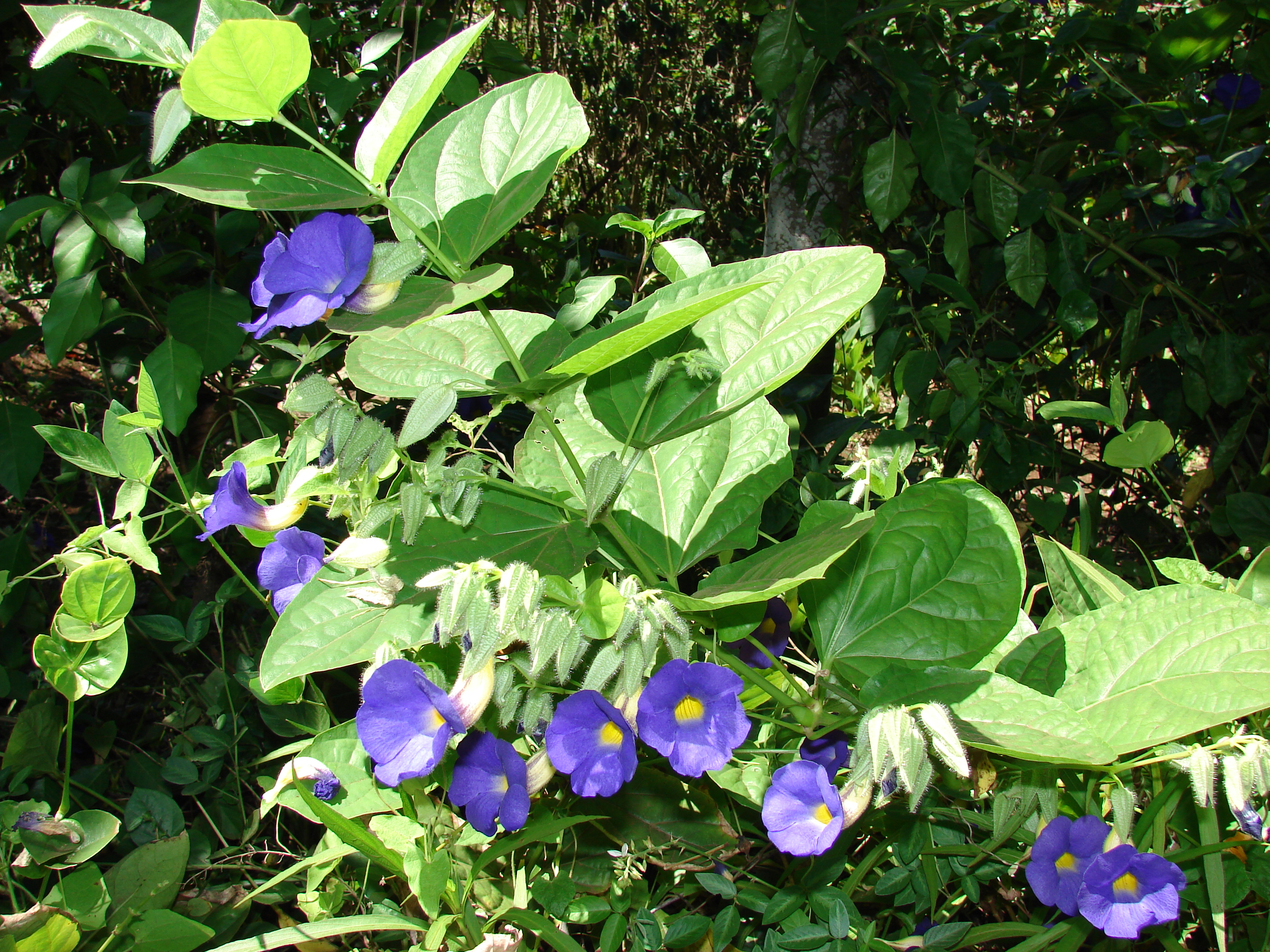
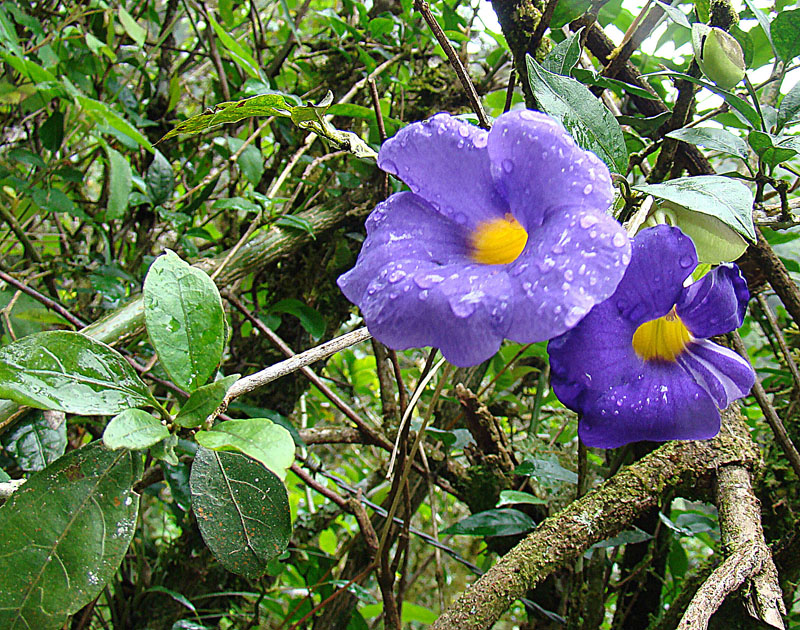